# ۸ اسفند
۸ اسفند سیصد و چهل و چهارمین روز از سال در گاه‌شماری خورشیدی است. به پایان سال ۲۱ روز (۲۲ روز در سال کبیسه) باقی‌است.

## رویدادها
- ۱۳۹۰ - کسب نخستین جایزه اسکار سینمای ایران، در بخش بهترین فیلم غیر انگلیسی‌زبان توسط فیلم جدایی نادر از سیمین به کارگردانی اصغر فرهادی[۱]
- ۱۳۹۳ - افتتاح رسمی شبکه افق

## زادروزها
- ۱۳۰۳ - امیرحسین آریان‌پور، نویسنده و مترجم. (د. ۱۳۸۰)
- ۱۳۴۹ - نگین صدق‌گویا، بازیگر
- ۱۳۶۱ - عبدالله کرمی، بازیکن فوتبال
- ۱۳۶۳ - حسین پاپی، بازیکن فوتبال

## درگذشت‌ها
- ۱۳۶۴ - غلامحسین بنان، خواننده و بنیان‌گذار انجمن موسیقی ایران
- ۱۳۶۵ - حسین خرازی، نظامی، پاسدار و از فرماندهان جنگ ایران و عراق (زاده ۱۳۳۶)
- ۱۳۸۸ - فرمان بهبود، نوازنده و مدرس پیانو
- ۱۳۹۸ - سید هادی خسروشاهی، سیاستمدار و سفیر ایران در واتیکان
- ۱۴۰۱ - محمدجعفر جعفری لنگرودی، حقوقدان

## مناسبت‌ها
- روز امور تربیتی و تربیت اسلامی[۲]
- روز بزرگداشت ملا هادی سبزواری